# Anita von Ow
Anita von Ow (* 1950 in Zürich) ist eine ehemalige Schweizer Kinderdarstellerin.

## Leben
Der Regisseur Ladislao Vajda entdeckte Anita von Ow in einer Zürcher Schule, als er eine Darstellerin für die Rolle der Annemarie Heller in seinem Film Es geschah am hellichten Tag suchte. Aufgrund der guten Zusammenarbeit sowohl mit Hauptdarsteller Heinz Rühmann als auch mit Vajda selber besetzte dieser von Ow kurz darauf noch einmal in der Komödie Ein Mann geht durch die Wand. Nach einer weiteren Rolle in dem Revuefilm Tausend Sterne leuchten beendete sie ihre Filmarbeit und wirkte danach nur noch in einigen Werbefilmen und in den 1970er Jahren in einem Hörspiel mit.
Anita von Ow ist Mutter einer Tochter und lebt in Büsingen am Hochrhein, einer deutschen Exklave in der Schweiz.

## Filmografie
- 1958: Es geschah am hellichten Tag
- 1959: Ein Mann geht durch die Wand
- 1959: Tausend Sterne leuchten
- 1975: Wir haben lange geschwiegen (Dokumentarfilm)